# Greatest Hits (álbum de Elton John)
Greatest Hits es el undécimo álbum oficial lanzado por el músico inglés Elton John, y el primer álbum recopilatorio. Publicado en octubre de 1974, abarca los años 1970 a 1974, compilando diez de los sencillos de John, con una variación de una pista para lanzamientos en América del Norte, y para Europa y Australia. Aunque todas sus pistas están disponibles como descargas, el álbum está actualmente agotado, habiendo sido reemplazado por otros cuatro lanzamientos de grandes éxitos a lo largo de los años: The Very Best of Elton John en 1990, Greatest Hits 1970–2002 en 2002, Rocket Man: The Definitive Hits en 2007 y Diamonds en 2017.

## Contenido

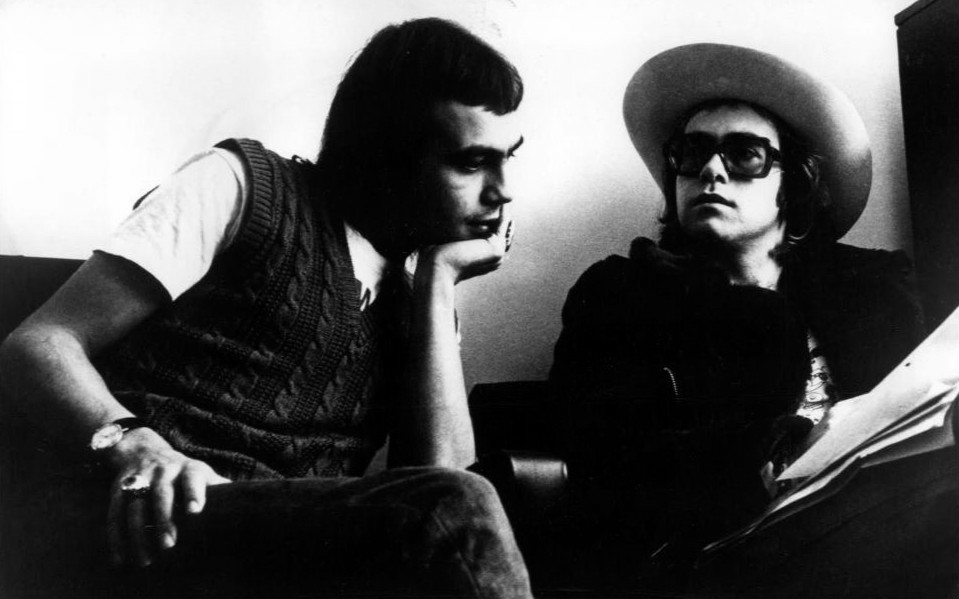
Todas las canciones del álbum fueron escritas por Bernie Taupin y Elton John.

El sencillo «Bennie and the Jets», que había encabezado las listas de éxitos tanto en Estados Unidos como en Canadá, pero que no había sido lanzado como sencillo en el Reino Unido en ese momento, apareció en la edición estadounidense y canadiense del álbum. Fue reemplazado por «Candle in the Wind» para la edición del Reino Unido y Australia, habiendo sido un éxito en ambos países, pero nunca lanzado como sencillo en los Estados Unidos y Canadá. La reedición de 1992 contiene once pistas, con ambas canciones incluidas.
«Border Song», el sencillo debut de John de su segundo álbum Elton John en el Reino Unido, Australia, Estados Unidos y Canadá, llegó al número 92 en el Billboard Hot 100. Todas las demás canciones llegaron al top 40 en el Reino Unido y los Estados Unidos, la mayoría también al top ten, con «Bennie and the Jets» y «Crocodile Rock» encabezando la lista en los Estados Unidos. John esperaría hasta 1976 para encabezar la lista de sencillos en el Reino Unido, a través de su dueto con Kiki Dee, «Don't Go Breaking My Heart».
Con solo diez pistas en total, varios otros sencillos exitosos de la época no están incluidos en esta colección. «Tiny Dancer» y «Levon» del álbum Madman Across the Water alcanzaron el número 41 y el número 24 respectivamente como sencillos en los Estados Unidos, y «The Bitch Is Back», su sencillo más reciente, alcanzó el número 4 en los Estados Unidos. Aunque todos estos discos se posicionaron más alto que «Border Song», es posible que se haya incluido porque fue el primer sencillo de Elton John en aparecer en cualquier mercado, o por versiones de artistas de alto perfil como The 5th Dimension o Aretha Franklin, la última versión alcanzando el número 37 en el Billboard Hot 100. De las diez selecciones para el álbum norteamericano, dos («Crocodile Rock» y «Bennie and the Jets») fueron éxitos número uno en los Estados Unidos; en Canadá, cinco (estas dos más «Daniel», «Goodbye Yellow Brick Road» y «Don't Let the Sun Go Down on Me») habían encabezado las listas.

## Recepción de la crítica
Un escritor no especificado de la revista Cash Box lo consideró “la mejor colección de grandes éxitos de todos los tiempos” y “un tributo a Elton, Bernie, Gus y toda la banda por ser el grupo más popular del rock”.

## Rendimiento comercial
En Estados Unidos, Greatest Hits debutó en el número 47 de la lista Top LPs & Tape durante la semana que terminó el 23 de noviembre de 1974, donde se desempeñó como el debut más alto de la edición. La semana siguiente, Greatest Hits alcanzó el número 1 donde desplazó el álbum de The Rolling Stones, It's Only Rock 'n' Roll, del puesto más alto. El álbum permaneció en el número uno durante diez semanas consecutivas. En total, Greatest Hits pasó 106 semanas entre los rankings de la lista. En Canadá, fue número uno durante 13 semanas entre el 14 de diciembre de 1974 y el 22 de marzo de 1975, faltando solo el 28 de diciembre de 1974, en el número dos detrás del álbum recopilatorio póstumo de Jim Croce, Photographs & Memories (His Greatest Hits).
Fue el álbum más vendido de 1975 en los Estados Unidos, y es el segundo álbum más vendido de John hasta la fecha, siendo el primero en haber recibido una certificación de diamante de la RIAA por ventas en Estados Unidos de más de 10 millones de copias. Para abril de 2016, el álbum ha sido certificado por 17 millones de unidades en los Estados Unidos. Sigue siendo el álbum más vendido de John en los Estados Unidos y uno de los álbumes más vendidos de todos los tiempos, con 24 millones de copias vendidas en todo el mundo.

## Legado
En 2003, Greatest Hits fue clasificado en el puesto número 135 en la lista de los 500 mejores álbumes de todos los tiempos de la revista Rolling Stone, luego fue clasificado nuevamente en el puesto número 136 en una lista revisada de 2012.

## Certificaciones y ventas
| País | Certificación | Ventas      |
| --- | ------------- | ----------- |
| Australia (ARIA)                                                                                                  | 5× Platino    | 250 000^    |
| Canadá (Music Canada)                                                                                             | Diamante      | 1 000 000^  |
| Estados Unidos (RIAA)                                                                                             | 17× Platino   | 17 000 000* |
| Francia (SNEP) | Oro           | 100 000*    |
| Japón (RIAJ) reedición de 1996                                                                                    | Oro           | 100 000^    |
| Japón (RIAJ) reedición de 2000                                                                                    | Platino       | 200 000^    |
| Reino Unido (BPI)                                                                                                 | Platino       | 400 000*    |
| *cifras de ventas basadas únicamente en la certificación ^cifras de envíos basadas únicamente en la certificación |               |             |